# Johan De Rycke
Johan De Rycke (Beernem, 1953) is een Belgische politicus voor de CD&V en was burgemeester van de gemeente Beernem van 2006 tot 2018.

## Biografie
De Rycke is van opleiding een landmeter.
Hij legde na winst in de gemeenteraadsverkiezingen van 2006 de eed af als burgemeester op 11 december 2006 in opvolging van Walter Van Parijs, de CD&V-burgemeester van de twee voorgaande legislaturen. De CD&V behield in de gemeente de absolute meerderheid. Na een tumultueuze verkiezingsperiode in 2012 werd De Rycke herverkozen, maar haalde niet meer de meeste stemmen. Patricia Waerniers, die overstapte van de CD&V-lijst naar BRON deed beter. CD&V kon een bestuursakkoord afsluiten met de N-VA en De Rycke kon zijn mandaat als burgemeester binnen het college van burgemeester en schepenen behouden.